# Beda (nome)
Beda  è un nome proprio di persona italiano maschile.

## Varianti in altre lingue
- Catalano: Beda[4]
- Francese: Bède
- Inglese: Bede[5]
- Latino: Beda[1]
- Spagnolo: Beda[4]
- Tedesco: Beda

## Origine e diffusione
Nome di scarsissima diffusione, noto principalmente per essere stato portato da Beda il Venerabile, teologo e storico anglosassone. L'origine è dibattuta; secondo alcune fonti risale all'inglese antico Baeda, forse basato sul termine bed, "orazione", "preghiera". Secondo altre, risalirebbe al termine germanico badu ("lotta", da cui Batilde), quindi "che lotta", "che esige", mentre per altre ancora sarebbe una ripresa inglese medievale del nome di un'antica divinità frigia.

## Onomastico
L'onomastico viene festeggiato il 25 maggio in ricordo di san Beda il Venerabile, sacerdote benedettino e dottore della Chiesa. Sempre con questo nome si ricorda anche san Beda il Giovane, membro della corte di Carlo il Calvo e poi monaco presso Gavello, commemorato il 10 aprile.

## Persone

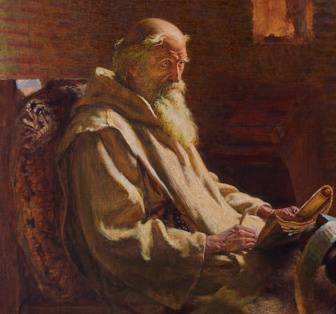
Beda il Venerabile

- Beda il Venerabile, monaco, storico e santo inglese
- Beda Dudík, storico ceco
- Beda Mayr, scrittore tedesco
- Beda Romano, giornalista italiano
- Beda Weber, scrittore tedesco

## Il nome nelle arti
- Beda il Bardo è personaggio della serie di romanzi Harry Potter, creata da J. K. Rowling.